# 잔앙투아네트 푸아송 드 퐁파두르 여후작
잔앙투아네트 푸아송 드 퐁파두르 여후작(프랑스어: Jeanne-Antoinette Poisson, marquise de Pompadour, duchesse de Menars, 1721년 12월 29일 - 1764년 4월 15일)은 프랑스의 루이 15세의 애첩으로, 여러 애첩 중에 가장 많은 총애를 받았던 것으로 유명하다. 마담 퐁파두르(프랑스어: Madame de Pompadour)라고도 한다. ‘루이 15세의 애첩’이라는 타이틀만으로 퐁파두르 부인에 대해 모두 설명하기에는 부족하다는 평가가 있다.
1745년에 루이 15세의 공식 정부(프랑스어: Maîtresse-en-titre, 메트레상티트르)가 되었으며 이후 약 15년 넘게 정치와 외교분야에 매우 적극적으로 관여하였다. 이를 통해 비선실세이자 막후실력자로서 수상에 준하는 지위를 누렸다. 예술적 안목이 매우 뛰어났으며 문화, 예술, 학문의 후원자였고 패션, 미술, 연극, 도자기, 보석등에 관심이 많아 해당 산업발전에 기여하기도 했다. 패션이나 헤어스타일 분야에서는 당대 귀족사회의 유행을 선도하기도 했다.
평민 출신이었기에 왕세자(루이 페르디앙)에게 대놓고 무시를 당하기도 했으며 귀족들도 결코 우호적이지 않았기 때문에 시기와 음모가 넘치는 궁궐생활은 만만치 않았다. 퐁파두르 부인은 왕의 공식정부라는 자신의 지위를 지키기 위해 귀족들과의 알력다툼에서 살아남는 법을 배워야 했고 왕의 총애를 잃치 않기 위해 부단히 노력하였다. 독서를 싫어하는 루이 15세를 위해 직접 연극을 연출, 제작, 출연하기도 했으며 왕을 위해 뚜쟁이(채홍사) 역할도 마다하지 않았다. 30세가 되는 1751년경부터는 애첩보다는 왕의 좋은 여자 친구와 같은 존재로서의 역할을 하였으며 이런 노력 덕분에 죽을때까지 루이 15세의 총애를 받았다. 1764년 43세가 되던 해에 폐결핵으로 사망하였으며 이후 1768년부터 뒤바리 백작부인이 그녀의 역할을 대신하였다.

## 생애

### 어린 시절
1721년 당시 파리의 부유한 금융업자였던 샤를 프랑수아 폴 르 노르망 드 투르넴(프랑스어: Charles François Paul Le Normant de Tournehem)의 딸로 태어났다. 잔 푸아송은 평민이란 신분에 속했었지만, 부르주아 계층이었던 어머니 애인의 호의 덕분에 귀족의 자녀 이상급의 교육을 받고 자라 거의 전 분야에 걸쳐 성적이 매우 우수했으며, 예술을 애호하게 되었다. 그녀는 모든 연극의 대사를 암송할 수 있었고 클라비코드를 수준급으로 연주할 수 있었으며, 열정적인 정원사이자 식물학자였다. 또한 그림을 자주 그렸고 보석 디자인을 하기도 했으며, 훌륭한 유머 감각도 지니고 있었다고 한다. 1741년에 그녀는 아버지의 조카, 즉 자신의 사촌인 샤를 기욤 르 노르망 데티올과 결혼하여 잔느 앙트와네트 데티올로 이름을 바꾸고 딸 알렉상드린을 낳았다.

### 왕의 정부
1744년에는 가끔 수렵을 하러오던 루이 15세에게 우연히 그 미모가 눈에 띄어 내연 관계를 맺게 되었다. 그녀에게는 곧 여후작의 작위가 주어져 귀족으로 신분이 격상되었으며, 남편과 이혼하여 1745년 9월 14일 정식으로 왕의 정부(情婦)로서 인정되어 왕의 총애를 한 몸에 받게 되었다.

《마담 퐁파두르의 초상화》, 1759년, 프랑수아 부셰, 월리스 컬렉션

프랑스 국왕의 공식 애첩(Maîtresse-en-titre, 메트레상티트르)이 된 퐁파두르 여후작은 죽을 때까지 20년 동안 루이 15세를 매혹시키고 그에게 절대적 영향력을 행사했다. 그녀는 돈을 물 쓰듯이 사용하고 여러곳에 저택과 성곽 등을 건축하였다. 현재 프랑스 대통령의 관저로 사용중인 엘리제궁도 그녀의 저택 중의 하나였는데, 이곳은 루이 15세가 선물한 궁전이었다.
허약한 체질에 약골로 만성 질염으로 고생하였고 불감증이 있었다. 이런 이유때문인지 30살을 넘었을 무렵부터 루이 15세와 한 침실에서 같이 자는 일은 없어졌지만, 루이 15세는 퐁파두르 여후작이 43살의 나이에 폐결핵으로 죽을 때까지 계속 총애했다고 한다. 퐁파두르 여후작은 베르사유 궁전 안에 녹원을 조성하고는 그곳에 전국 각지에서 데려온 미녀들을 모아놓고 루이 15세에게 고르게 하여 매일 젊고 아름다운 여인을 대령했다고 한다. 그래서 7년간은 뚜쟁이였다는 악평을 듣게 된다.

### 정치참여
그녀는 정치에도 깊이 관여하여 약 15년간 권세를 누렸다. 퐁파두르 여후작의 추천을 받아 1758년 외무 대신이 된 쇼아죌은 전쟁 대신 등의 직위도 겸하여, 대략 10년에 걸쳐 사실상 재상이 되었다. 프랑스의 중농학파 프랑수아 케네는 그녀의 주치의였다. 한마디로 퐁파두르 여후작은 프랑스의 정치를 좌지우지한 그림자의 실력자라고 할 수 있다. 이때 퐁파두르 여후작은 “나의 시대가 왔다”는 유명한 말을 남겼다.
1756년에는, 오스트리아의 마리아 테레지아 여제와 러시아의 옐리자베타 여제와 교류하여 반(反)프로이센 포위망을 결성했다(7년 전쟁).

### 문화활동
퐁파두르 여후작은 아름다운 외모를 갖고 있었을 뿐만이 아니라 매우 지성적이었고, 예술 전반에 걸쳐 높은 안목을 가지고 있었다. 학예 보호에 힘쓴 그녀의 샬롱에는 볼테르와 몽테스키외 등의 계몽주의 사상가들이 자주 드나들었다. 그녀의 다양한 예술적 취미는 프랑스의 문예를 진흥시키는 데 큰 힘이 되었으니, 극장이나 소극장의 건립은 물론 당대의 예술가들도 모두 퐁파두르 여후작의 후원을 받았다. 그녀는 가구나 도자기, 그릇, 의상, 보석, 그림, 책 등 많은 수집품을 모았는데, 그녀가 갑작스레 죽은 뒤 그녀의 유품을 정리하는 데에만 1년이나 걸렸을 정도였다고 한다. ‘우아한 부인은 당대의 모든 미술에 영향을 미쳤다’고 묘사한 당시 기록에서 엿볼 수 있듯이, 그녀의 이러한 수집열은 각종 미술품의 생산을 촉구하는 결과를 낳았다. 이처럼 퐁파두르 여후작의 입김이 여러 곳에 미치자 자연스레 그녀의 취향은 당시 유행의 기준으로 통용되었다. 퐁파두르 여후작의 시대는 프랑스를 중심으로 우아한 로코코 양식이 발달했던 시대가 되었다.

## 예수회와 악연
당시 프랑스에서 막강한 힘과 권한을 갖고있던 가톨릭 수도회인 예수회는 퐁파두르 여후작과 갈등을 겪게된다. 루이 15세와 퐁파두르는 예수회 신부에게 자신들을 공식 커플로 인정해 주길 요청했지만 번번이 거절당한다. 이 때문에 퐁파두르는 예수회에 큰 원한을 갖고 있었다.
그 때 마침 라발레트 파산 사건이 발생하자 퐁파두르가 프랑스에서 예수회를 추방햐는 데 큰 영향력을 행사했다는 주장이 있다. 그러나 프랑스에서 예수회의 추방은 라발레트 파산 사건과 잇따른 국왕 암살 음모 등으로 스스로 자초한 것이지 퐁파두르 여후작의 입김으로 인한 것은 아닐 것이라는 분석이 더 설득력 있다.

## 에피소드
퐁파두르 여후작이 죽은 1764년 4월 15일은 비가 내리는 날이었는데, 루이 15세는 "여후작이 떠나기엔 좋지 않은 날씨군..."이라고 얘기했다고 하며, 비를 맞으며 눈물을 흘렸다고 한다.

## 같이 보기
- 루이 15세
- 닥터 후 - 새 시리즈 시즌2 에피소드04 '벽난로 속의 여인 (The girl in the fireplace)'편에서 소재로 쓰이기도 했다.